# Eleições parlamentares europeias de 1994 (Dinamarca)
As eleições parlamentares europeias de 1994 na Dinamarca, realizadas a 9 de Junho, serviram para eleger os 16 deputados do país para o Parlamento Europeu.

## Resultados Nacionais
| Partido                 | Partido                       | Votos     | %               | +/-  | Deputados | +/-     |
| ----------------------- | ----------------------------- | --------- | --------------- | ---- | --------- | ------- |
|                         | Partido Liberal               | 394 362   | 18,96 / 100,00  | 2,33 | 4 / 16    | 1       |
|                         | Partido Popular Conservador   | 368 890   | 17,74 / 100,00  | 4,40 | 3 / 16    | 1       |
|                         | Partido Social-Democrata      | 329 302   | 15,83 / 100,00  | 7,48 | 3 / 16    | Estável |
|                         | Movimento de Junho            | 316 687   | 15,23 / 100,00  | Novo | 2 / 16    | Novo    |
|                         | Movimento Popular contra a UE | 214 735   | 10,32 / 100,00  | 8,62 | 2 / 16    | 2       |
|                         | Partido Popular Socialista    | 178 543   | 8,58 / 100,00   | 0,52 | 1 / 16    | Estável |
|                         | Partido Social-Liberal        | 176 480   | 8,48 / 100,00   | 5,67 | 1 / 16    | 1       |
|                         | Partido do Progresso          | 59 687    | 2,87 / 100,00   | 2,38 | 0 / 16    | Estável |
|                         | Partido Popular Cristão       | 22 986    | 1,11 / 100,00   | 1,56 | 0 / 16    | Estável |
|                         | Democratas de Centro          | 18 365    | 0,88 / 100,00   | 7,07 | 0 / 16    | 2       |
| Votos Inválidos         | Votos Inválidos               | 33 843    | 1,60 / 100,00   | 0,38 |           |         |
| Total                   | Total                         | 2 113 780 | 100,00 / 100,00 |      | 16 / 16   |         |
| Eleitorado/Participação | Eleitorado/Participação       | 3 994 200 | 52,92 / 100,00  | 6,75 |           |         |